# Villars-sur-Var
Villars-sur-Var – miejscowość i gmina we Francji, w regionie Prowansja-Alpy-Lazurowe Wybrzeże, w departamencie Alpy Nadmorskie.
Według danych na rok 1990 gminę zamieszkiwało 507 osób, a gęstość zaludnienia wynosiła 20 osób/km² (wśród 963 gmin regionu Prowansja-Alpy-W. Lazurowe Villars-sur-Var plasuje się na 485. miejscu pod względem liczby ludności, natomiast pod względem powierzchni na miejscu 402.).